# Kamerun na Letnich Igrzyskach Olimpijskich 2016
Kamerun na Letnich Igrzyskach Olimpijskich 2016, które odbyły się w Rio de Janeiro, reprezentowało 24 zawodników - 5 mężczyzn i 19 kobiet.
Był to czternasty start reprezentacji Kamerunu na letnich igrzyskach olimpijskich.

## Reprezentanci

### Boks
Mężczyźni
| Zawodnik             | Konkurencja    | 1/16             | 1/8              | Ćwierćfinał      | Półfinał         | Finał            | Finał   |
| Zawodnik             | Konkurencja    | Przeciwnik Wynik | Przeciwnik Wynik | Przeciwnik Wynik | Przeciwnik Wynik | Przeciwnik Wynik | Pozycja |
| -------------------- | -------------- | ---------------- | ---------------- | ---------------- | ---------------- | ---------------- | ------- |
| Simplice Fotsala     | waga papierowa | Yafai P 0-3      | NQ               | NQ               | NQ               | NQ               | NQ      |
| Mahaman Smaila       | waga musza     | Gözgeç P 0-3     | NQ               | NQ               | NQ               | NQ               | NQ      |
| Wilfried Ntsengue    | waga średnia   | Vivas W 2-1      | Abdin P 0-3      | NQ               | NQ               | NQ               | NQ      |
| Hassan N’Dam N’Jikam | waga półciężka | Borges P 0-3     | NQ               | NQ               | NQ               | NQ               | NQ      |

### Judo
Kobiety
| Zawodniczka       | Konkurencja | 1/16                   | 1/8                 | Ćwierćfinał         | Półfinał            | Repasaż             | Finał/BM            | Finał/BM |
| Zawodniczka       | Konkurencja | Przeciwniczka Wynik    | Przeciwniczka Wynik | Przeciwniczka Wynik | Przeciwniczka Wynik | Przeciwniczka Wynik | Przeciwniczka Wynik | Pozycja  |
| ----------------- | ----------- | ---------------------- | ------------------- | ------------------- | ------------------- | ------------------- | ------------------- | -------- |
| Hortence Atangana | - 78 kg     | Pogorzelec P 000-000 S | NQ                  | NQ                  | NQ                  | NQ                  | NQ                  | NQ       |

### Lekkoatletyka
Kobiety
| Zawodniczka             | Konkurencja    | Eliminacje | Eliminacje | Finał    | Finał   |
| Zawodniczka             | Konkurencja    | Rezultat   | Pozycja    | Rezultat | Pozycja |
| ----------------------- | -------------- | ---------- | ---------- | -------- | ------- |
| Auriol Dongmo           | pchnięcie kulą | 17,92      | 10. q      | 16,82    | 12.     |
| Joëlle Mbumi Nkouindjin | trójskok       | 13,11      | 36.        | NQ       | NQ      |

### Piłka siatkowa

#### Turniej kobiet
- Reprezentacja kobiet

Trener: Jean-René Akono
| - Stéphanie Fotso Mogoung - Christelle Tchoudjang (k) - Raïssa Nasser - Théorine Aboa Mbeza - Laetitia Moma Bassoko - Henriette Koulla |  | - Berthrade Bikatal - Victoire L'or Ngon Ntame - Fawziya Abdoulkarim - Madeleine Bodo Essissima - Yolande Amana Guigolo - Emelda Piata Zessi |

Grupa A
| Lp. | Drużyna          | Mecze | Mecze   | Mecze   | Pkt | Sety | Sety | Sety  | Małe punkty | Małe punkty | Małe punkty |
| Lp. | Drużyna          | M     | W (3:2) | P (2:3) | Pkt | wyg. | prz. | ratio | zdob.       | str.        | ratio       |
| --- | ---------------- | ----- | ------- | ------- | --- | ---- | ---- | ----- | ----------- | ----------- | ----------- |
| 1   | Brazylia         | 5     | 5 (0)   | 0 (0)   | 15  | 15   | 0    | MAX   | 377         | 272         | 1.386       |
| 2   | Rosja            | 5     | 4 (0)   | 1 (0)   | 12  | 12   | 4    | 3.000 | 393         | 323         | 1.217       |
| 3   | Korea Południowa | 5     | 3 (0)   | 2 (0)   | 9   | 10   | 7    | 1.429 | 384         | 372         | 1.032       |
| 4   | Japonia          | 5     | 2 (0)   | 3 (0)   | 6   | 7    | 9    | 0.778 | 347         | 364         | 0.953       |
| 5   | Argentyna        | 5     | 1 (1)   | 4 (0)   | 2   | 3    | 14   | 0.214 | 319         | 407         | 0.784       |
| 6   | Kamerun          | 5     | 0 (0)   | 5 (1)   | 1   | 2    | 15   | 0.133 | 328         | 410         | 0.800       |

Źródło: rio2016.fivb.com
Punktacja: 3:0 i 3:1 – 3 pkt; 3:2 – 2 pkt; 2:3 – 1 pkt; 1:3 i 0:3 – 0 pkt
Zasady ustalania kolejności: 1. liczba zwycięstw; 2. liczba punktów; 3. stosunek setów; 4. stosunek małych punktów; 5. bilans w bezpośrednich meczach
| 6 sierpnia 2016 | Brazylia | 3-0 (25-14, 25-21, 25-13) | Kamerun | Ginásio do Maracanãzinho, Rio de Janeiro      |  |
| 15:00           | 3        | Raport                    | 0       | Widzów: 7890 Sędziowie: Heike Kraft Liu Jiang |  |

| 8 sierpnia 2016 | Japonia | 3-0 (25–20, 25-15, 25–17) | Kamerun | Ginásio do Maracanãzinho, Rio de Janeiro                      |  |
| 11:35           | 3       | Raport                    | 0       | Widzów: 5400 Sędziowie: Rogerio Espicalsky Hernán Casamiquela |  |

| 10 sierpnia 2016 | Rosja | 3-0 (25-19, 25-22, 25-23) | Kamerun | Ginásio do Maracanãzinho, Rio de Janeiro                   |  |
| 17:05            | 3     | Raport                    | 0       | Widzów: 6396 Sędziowie: Ibrahim Al-Naama Mohammad Shahmiri |  |

| 12 sierpnia 2016 | Argentyna | 3-2 (19-25, 25–19, 26-28, 25-21, 15-13) | Kamerun | Ginásio do Maracanãzinho, Rio de Janeiro                  |  |
| 11:35            | 2         | Raport                                  | 1       | Widzów: 5345 Sędziowie: Taoufik Boudaya Arturo di Giacomo |  |

| 14 sierpnia 2016 | Korea Południowa | 3-0 (25–15, 25–22, 25-20) | Kamerun | Ginásio do Maracanãzinho, Rio de Janeiro               |  |
| 11:35            | 3                | Raport                    | 0       | Widzów: 6893 Sędziowie: Luis Macias Rogerio Espicalsky |  |

### Podnoszenie ciężarów
Mężczyźni
| Zawodnik        | Konkurencja | Rwanie | Rwanie  | Podrzut | Podrzut | Razem  | Pozycja |
| Zawodnik        | Konkurencja | Wynik  | Pozycja | Wynik   | Pozycja | Razem  | Pozycja |
| --------------- | ----------- | ------ | ------- | ------- | ------- | ------ | ------- |
| Petit Minkoumba | - 94 kg     | 140 kg | 16.     | 165 kg  | 16.     | 305 kg | 16.     |

Kobiety
| Zawodniczka            | Konkurencja | Rwanie | Rwanie  | Podrzut | Podrzut | Razem  | Pozycja |
| Zawodniczka            | Konkurencja | Wynik  | Pozycja | Wynik   | Pozycja | Razem  | Pozycja |
| ---------------------- | ----------- | ------ | ------- | ------- | ------- | ------ | ------- |
| Frederic Fokejou Tefot | - 69 kg     | 82 kg  | 16.     | 105 kg  | 14.     | 187 kg | 14.     |

### Zapasy
Kobiety
| Zawodniczka    | Konkurencja | Kwalifikacje        | 1/8                 | Ćwierćfinał         | Półfinał            | Repesaż 1           | Repesaż 2           | Finał/BM            | Finał/BM |
| Zawodniczka    | Konkurencja | Przeciwniczka Wynik | Przeciwniczka Wynik | Przeciwniczka Wynik | Przeciwniczka Wynik | Przeciwniczka Wynik | Przeciwniczka Wynik | Przeciwniczka Wynik | Pozycja  |
| -------------- | ----------- | ------------------- | ------------------- | ------------------- | ------------------- | ------------------- | ------------------- | ------------------- | -------- |
| Rebecca Muambo | − 48 kg     | Jankowa P 4-0T      | NQ                  | NQ                  | NQ                  | NQ                  | NQ                  | NQ                  | 16.      |
| Joseph Essombe | − 53 kg     | BYE                 | Argüello P 0-5      | NQ                  | NQ                  | NQ                  | NQ                  | NQ                  | 16.      |
| Laure Ali      | − 75 kg     | BYE                 | Weffer W 3-0        | Maniurowa P 1-3     | NQ                  | BYE                 | Németh W 3-1        | Bukina P 1-3        | 5.       |